# Günther Theuring
Günther Theuring (* 28. November 1930 in Paris; † 22. März 2016 in Wien) war ein österreichischer Dirigent und Chorleiter.

## Leben
Günther Theuring erhielt seine erste musikalische Ausbildung bei den Wiener Sängerknaben und studierte später an der heutigen Universität für Musik und darstellende Kunst Wien (der damaligen Akademie für Musik und darstellende Kunst, Wien) Dirigieren bei Ferdinand Grossmann und Hans Swarowsky.
Ferdinand Grossmann übergab ihm 1955 die Leitung des Kammerchores der Wiener Musikakademie, mit dem er unter anderem vier Tourneen in die Vereinigten Staaten unter dem Management von Columbia Artists New York unternahm.
Er gründete 1959 den „Wiener Jeunesse-Chor“, der sich unter seiner Leitung zu einem der renommiertesten Chöre Europas entwickelte und zu den bevorzugten Vokalensembles u. a. von Paul Hindemith und Leonard Bernstein zählte. Dieser nahm mit dem Jeunesse-Chor sein gesamtes vokal-instrumentales Werk auf Schallplatte auf. Als erster westeuropäischer Chor führte der Jeunesse-Chor 1975 unter Leitung von Günther Theuring Chorwerke der 2. Wiener Schule in Moskau und Leningrad auf.
1971 gründete er das „Ensemble Contraste Wien“, ein Vokal- und Instrumentalensemble, das sich u. a. auch mit der Interpretation der Musik der 2. Wiener Schule einen viel beachteten Namen in Europa machte.
Seit 1960 wirkte Günther Theuring als Dirigent außer in Österreich auch in Belgien, Deutschland, Israel, Spanien, den USA und Japan, u. a. mit den Wiener Symphonikern, dem Gewandhausorchester Leipzig (8. Symphonie von Gustav Mahler im Mahler-Zyklus 1985), dem Orchester des Mitteldeutschen Rundfunks MDR (Egon Wellesz), dem Orchester der Mailänder Scala (Schubert "Lazarus", Mendelssohn "Elias"), den Prager Symphonikern, dem Jerusalem Symphony Orchestra, der Slowakischen Philharmonie, dem Mozarteum-Orchester Salzburg, den Budapester Symphonikern, dem Orchester des Dänischen Rundfunks Kopenhagen (z. B. Henze „Novae de infinito laudes“), dem ORF-Symphonieorchester und dem Niederösterreichischen Tonkünstler-Orchester, sowie mit dem Chor des MDR Leipzig, dem Chor des Bayerischen Rundfunks München, dem Frankfurter Rundfunkchor, dem Budapester Rundfunkchor, dem Chor des dänischen Rundfunks Kopenhagen, dem RIAS Kammerchor, dem ORF-Chor Wien, der Wiener Singakademie und dem Slovenski Komorni Zbor Ljubljana.
Er setzte sich als Dirigent auch für die vokalsymphonische Musik des 20. Jahrhunderts ein.
Er gastierte u. a. bei den Wiener Festwochen, dem Festival de Barcelona, dem Israel Festival, dem Festival de Monreale, Palermo und der 200-Jahr-Feier der Scala di Milano teil.
1973 wurde Günther Theuring an die Universität für Musik und darstellende Kunst Wien berufen, wo er bis zu seiner Emeritierung 1999 Ordinarius einer Dirigentenklasse für vokalsymphonische Musik war. 1975 gründete er gemeinsam mit der Stadt Wien die „Wiener Meisterkurse“, deren künstlerischer Leiter er seitdem war. 1987 war er künstlerischer Leiter des „Ersten Weltsymposiums für Chormusik“ in Wien, das von der „Österreichischen Gesellschaft für Chormusik“ und der „Internationalen Föderation für Chormusik (IFCM)“ veranstaltet wurde.

## Ehrungen und Auszeichnungen
- Goldenes Verdienstzeichen der Republik Österreich (1970)
- Österreichisches Ehrenkreuz für Wissenschaft und Kunst I. Klasse (1984)